# Gastronomía de Sudán

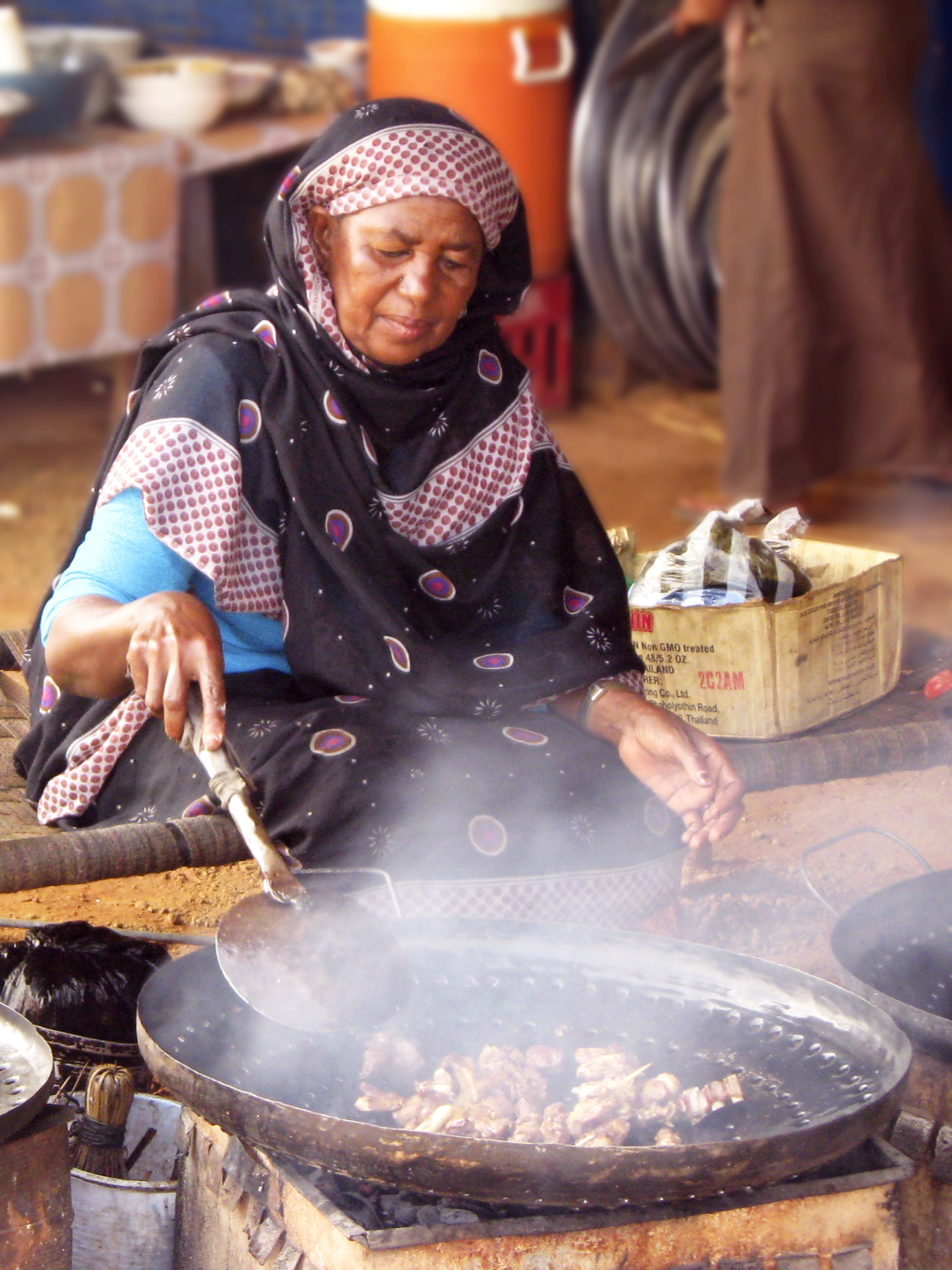
Mujer cocinando en Sudán

La gastronomía de Sudán se ve muy afectada por las influencias transculturales históricas de la cocina árabe, nubia, egipcia, turca y levantina en Sudán. Muchos alimentos sudaneses existen desde hace miles de años. Las carnes más consumidas son el cordero y el pollo, de acuerdo con las leyes halal musulmanas. La mayoría de las comidas son comunitarias y suelen compartirse con familiares, vecinos e invitados, como parte de la hospitalidad sudanesa.
Panes como aisha (o aish baladi) y kisra (o kasra) -un pan fino parecido a una crêpe- se comen con guisos salados (mullah), queso (jibna), habas y falafel (tamiya). También hay gorrassa (o gurasa), un pan fermentado similar a la injera etíope, pero más fino y pequeño.

## Influencias
La cocina egipcia ha influido mucho en la cocina sudanesa. Ambas comparten platos como el falafel (tamiya), que en Sudán se elabora con garbanzos en lugar de habas como en Egipto; ful medames, el plato nacional tanto de Sudán como de Egipto; molokhia, una sopa espesa hecha con hojas hervidas; kamounia, un guiso de carne e hígado que se come en Sudán, Egipto y Túnez; y postres como umm ali y basbousa. También se come Jibna bayda, un queso blanco blando.
La cocina turca también ha influido en la sudanesa, dándole un sabor distinto. Entre los alimentos turcos que se encuentran en la cocina sudanesa figuran kebabs, kofta y shawarma, así como dulces como el baklava. Los dulces levantinos y egipcios también se introdujeron en la cocina sudanesa y se conocen como dulces orientales (o levantinos).

## Aperitivos
Las comidas incluyen elmaraara y umfitit, que son platos hechos con despojos de oveja (incluidos los pulmones, el hígado y el estómago), cebollas, mantequilla de cacahuete y sal. Se comen crudos. También se come una ensalada de cacahuetes llamada salatat dakaw.

## Sopas y guisos
Un popular mullah (guiso salado) sudanés es el mullah ahmar, una salsa roja de carne picada que se come con asida}, un plato consistente en harina de trigo hervida moldeada en forma de bola. Asida se come en todo el norte de África. Otros mullahs utilizan a veces waika, salsa especial hecha con okra machacada y niaimiya, una mezcla de especias que da a algunos mullahs una textura pegajosa pero sabrosa. El waika seco se utiliza a veces como condimento en el mullah. La mayoría de los mullahs sudaneses llevan carne u otras verduras o legumbres. A veces se utilizan carnes sazonadas, como en el Mullah sharmout -hecho de carnes secas, cebollas y okra seca (waika machacada- que se añade a la mayoría de los tipos de mullah.
Varios guisos, como waika, bussaara y sabaroag, utilizan ni'aimiya. (una mezcla de especias sudanesas) y okra seca. Miris es un guiso a base de grasa de oveja, cebollas y okra seca. Abiyad se elabora con carne seca, mientras que kajaik se hace con pescado seco. En Equatoria (ahora en Sudán del Sur), las sopas incluyen kawari, hecha de pezuñas de ganado vacuno u ovino con verduras, y elmussalammiya, hecha de hígado, harina, dátiles, y especias.

## Bebidas

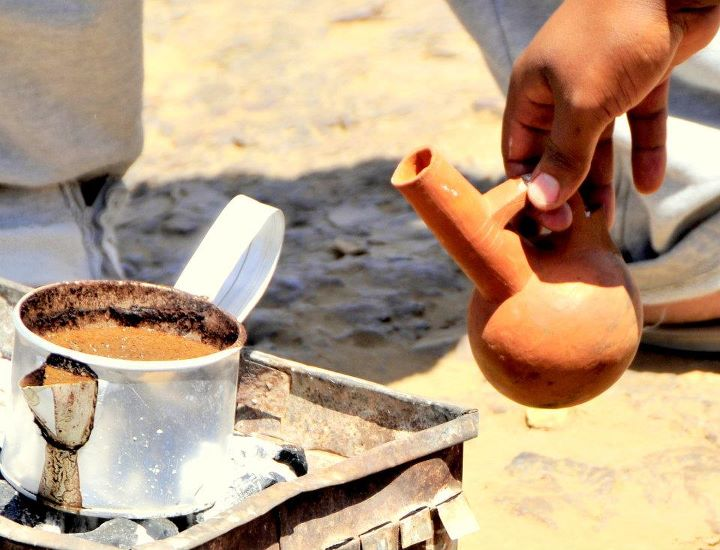
Sudanese jabana coffee pot

La bebida más popular es el agua del grifo o embotellada, que tradicionalmente se ofrece gratis a cualquiera en grandes vasijas de barro en las calles. También son populares el café fuerte, a veces servido en cafeteras sudanesas llamadas jabana}, y el té negro, a menudo con leche. Las "señoras del té" lo venden en las calles. Especialmente en los días calurosos, en las casas se prepara el tradicional té frío de hibisco, llamado karkadeh.

### Bebidas alcohólicas
Históricamente, Sudán era uno de los pocos países predominantemente musulmanes que permitían las bebidas alcohólicas tradicionales y occidentales. Los hombres bebían vino de mijo, sharbot (bebida alcohólica de dátiles fermentados) y araqi. En el siglo XX, algunos sudaneses recibieron la influencia de los europeos y empezaron a beber whisky y cerveza.
En septiembre de 1983, el expresidente sudanés Yaafar al-Numeiry promulgó la sharia, marcando la ocasión con el vertido de alcohol en el río Nilo. Desde entonces, la venta, el consumo y la compra de alcohol están prohibidos en Sudán. Ser azotado 40 veces es la pena por infringir la prohibición del alcohol. No obstante, araqi, una ginebra alcohólica elaborada con dátiles, siguió elaborándose ilegalmente desafiando la sharia. En 2019, el Gobierno de Transición aprobó una nueva ley que permitía las bebidas alcohólicas a los no musulmanes.